# 안틸로코스

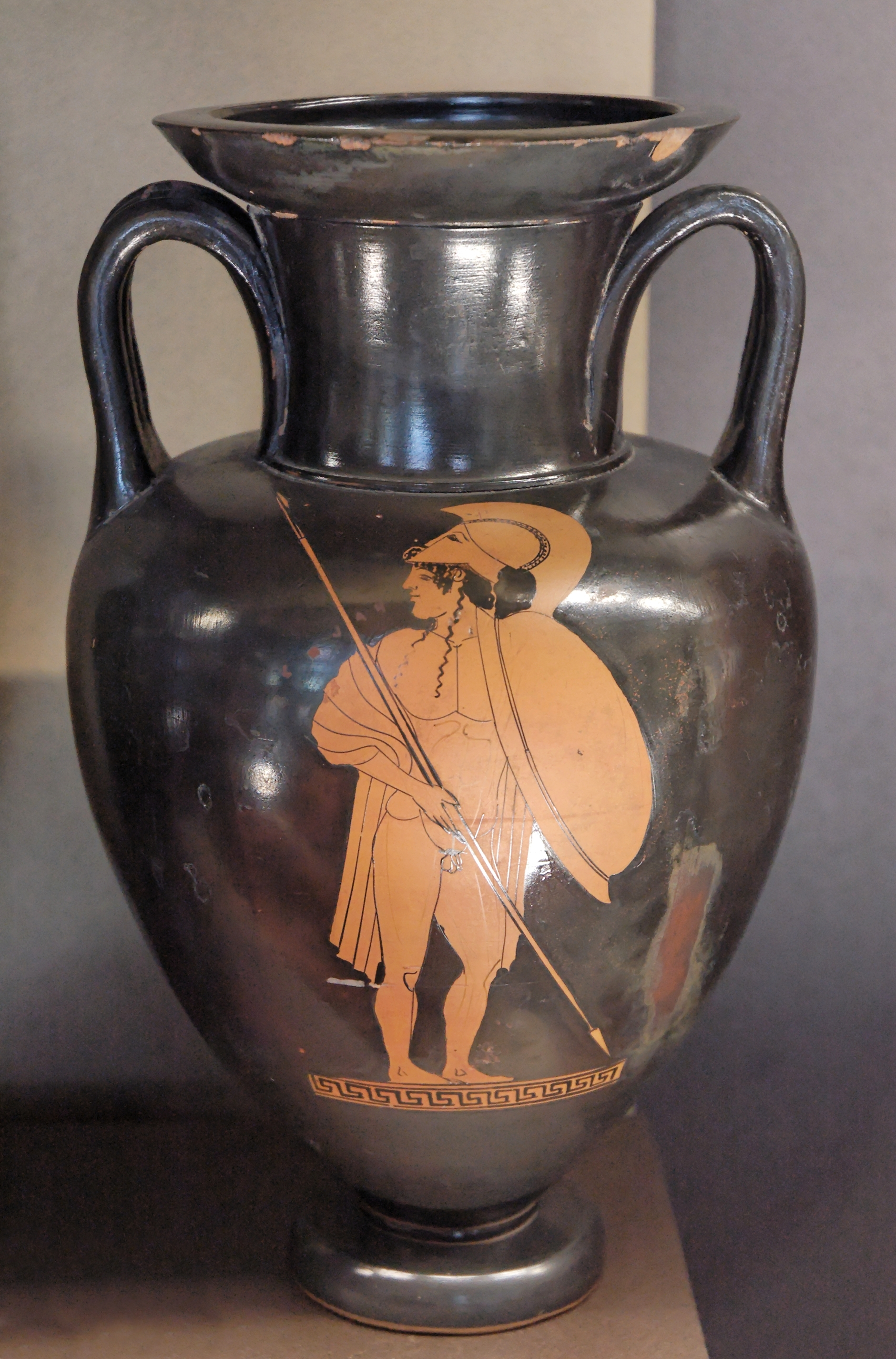

안틸로코스(고대 그리스어: Ἀντίλοχος)는 그리스 신화에 나오는 인물로 필로스의 왕 네스토르의 아들이다. 헬레네의 구혼자 중에 한 사람이며 아버지 네스토르와 함께 그리스 진영으로 트로이에 대한 원정에 참가하였다. 그는 아주 아름다운 청년으로 유명했고 빠른 발과 전차를 잘 모는 것으로도 유명했다. 어린 나이였지만 필로스 군을 지휘하였으며 올림포스 신들이 특별히 총애했다. 아킬레우스와는 절친한 사이였다. 파트로클로스를 추모하기 위한 장례 경기에서 안틸로코스는 전차경주에서 2등을, 달리기 경주에서는 3등을 했다.
그의 죽음에 대하여는 이야기가 서로 다른데 핀다로스에 의하면 아버지 네스토르가 멤논의 공격을 받았을 때 안틸로코스가 아버지 대신 희생했다고한다.  다른 이야기에 의하면  그는 헥토르에게 죽임을 당했다거나, 혹은 아킬레우스와 함께 아폴론의 신전을 약탈하다가 파리스에게 죽임을 당했다고 한다.
그의 유해는 아킬레우스와 파트로클로스의 유해와 함께 시게움의 곶에 안장되었다고 한다.